# Gösta Leandersson
Gösta Leandersson, född 22 april 1918, död 1995, var en svensk friidrottare (långdistanslöpare). Han tävlade för KFUM Borås och vann SM-guld i maratonlöpning åren 1945 samt 1948-1950. Han vann SM-guld på 25 000 meter åren 1945 och 1949. Han var 5:a i maraton vid EM 1946 och 4:a 1950. Dessutom vann han Kosice maraton 1948 och 1950, samt Boston Marathon 1949.
Vid de tre SM-segrarna i maraton representerade Leandersson tre olika klubbar. 1945 tävlade han för KFUM Borås, 1949 för IFK Östersund och 1950 för Vålådalens SK.